# Górnik Zabrze
Górnik Zabrze je poljski nogometni klub iz Zabrza.

## Uspjesi

### Domaći uspjesi
Ekstraklasa
- Prvak (14): 1957, 1959, 1961, 1963, 1964, 1965, 1966, 1967, 1971, 1972, 1985, 1986, 1987, 1988

Poljski Kup
- Prvak (6): 1965, 1968, 1969, 1970, 1971, 1972

Poljski Superkup
- Prvak (1): 1988

Poljski Liga kup
- Prvak (1): 1978

### Europski uspjesi
Kup pobjednika kupova:
- Finalist (1): 1969./70.

## Poznati igrači
- Jerzy Brzęczek
- Jerzy Gorgoń
- Damian Kądzior
- Ryszard Komornicki
- Kamil Kosowski
- Włodzimierz Lubański
- Arkadiusz Milik
- Andrzej Niedzielan
- Stanisław Oślizło
- Lukas Podolski
- Ernest Pol
- Radosław Sobolewski
- Zygfryd Szołtysik
- Andrzej Szarmach
- Jan Urban
- Tomasz Wałdoch
- Józef Wandzik

## Navijači
Navijači kluba uzeli su sebi ime Torcida, po uzoru na splitsku Torcidu.

## Vanjske poveznice
- Službene stranice Górnik Zabrze